# Valtířov (Nový Kramolín)
Valtířov (deutsch: Waltersgrün) ist ein untergegangenes Dorf in der Gemeinde Nový Kramolín (Neugramatin) im westböhmischen Okres Domažlice in Tschechien.

## Geografische Lage
Die Wüstung Valtířov liegt am Osthang des Oberpfälzer Waldes ungefähr 3,5 Kilometer westlich von Nový Kramolín und 4 Kilometer nordöstlich von Pivoň.
Östlich von Valtířov entspringt der etwa 6 Kilometer lange Vlkanovský potok (Herrenteich-Bach oder Schinderbach), der durch ein enges Tal nach Osten fließt, zwischen Vlkanov (Wilkenau) und Nový Kramolín hindurch, bis er nördlich von Otov (Wottawa) in den Černý potok mündet.
Südlich von Valtířov entspringt der ungefähr 7 Kilometer lange Mlýnecký potok ( Linzer Bach), der nach Südosten fließt, durch Postřekov (Possigkau) hindurch, wo er die Ortsteile  Postřekov  und Mlynec (Linz) voneinander trennt, bis er bei Pařezov (Parisau) ebenfalls in den Černý potok mündet.

## Geschichte
Auf dem Grund der Kirche von Waltersgrün, die wohl schon im 19. Jahrhundert verschwand, wurde angeblich eine in Granitstein eingegossene Metalltafel gefunden mit der Inschrift: Monumentum Fr. Walther Grünes, Eremit et Funtator hoc loco Ao 1120. Aus dieser Inschrift könnte man auf einen Frater Walther Grünes, wahrscheinlich Ordensbruder des nahen Klosters Stockau, als Gründer des Ortes schließen. Über das Alter dieser Metalltafel ist allerdings nichts bekannt. Auch wurde angeblich im Fußboden der Kirche von Valtířov eine Metalltafel gefunden, auf der Kaiser Heinrich III. mit der Jahreszahl 1041 als Gründer von Stockau verzeichnet ist. Auch über das Alter dieser Metalltafel ist nichts bekannt, so dass die Möglichkeit nicht ausgeschlossen werden kann, dass beide Metalltafeln aus späterer Zeit stammen und eine Art Legendenbildung darstellen. Tatsächlich jedoch existieren von beiden Tafeln, die ein Franz Spaderna aus Frohnau entdeckt haben will, lediglich Fotografien, d. h., es handelt sich um Fälschungen, die, so Zdeněk Procházka, "heutzutage nur ein Lächeln hervorrufen".
1358 wurde die Kirche von Waltersgrün als Pfarrkirche genannt. Waltersgrün wurde 1384 als zum Archidiakonat Horschau gehörig aufgeführt.
Der Ortsname bedeutet: Dorf eines Walter. Der Versuch Waltersgrün in Waldesgrün umzudeuten ist möglicherweise auf spätere Volksetymologie zurückzuführen.
1789 wird Waltersgrün als zum Kammeradministrationsgut Stockau  gehörig mit 37 Hausnummern und der St.-Leonhards-Kirche aufgeführt. 1839 hatte Waltersgrün 45 Häuser, 334 Einwohner, eine Kapelle, eine Hegerswohnung, ein Wirtshaus, eine Mühle und war nach Schüttwa  eingepfarrt.
1913 gab es in Waltersgrün 57 Häuser, 375 Einwohner und eine einklassige Schule mit 76 Kindern, die zunächst Expositur von Stockau war und noch vor dem Ersten Weltkrieg selbständig wurde.
Nach dem Münchner Abkommen wurde Waltersgrün dem Deutschen Reich zugeschlagen und gehörte bis 1945 zum Landkreis Bischofteinitz. Nach der Vertreibung der Deutschen aus der Tschechoslowakei wurde Valtířov nicht mehr besiedelt, seit 1954 gilt das Dorf als erloschen.